# 5 Canada Square
O 5 Canada Square é um arranha-céu de 16 andares edificado no complexo Canary Wharf em Londres. O prédio foi projetado pela Skidmore, Owings and Merrill e concluído em 2003 com 88 metros de altura e uma área de 46. 450 m². O arquiteto chefe foi o americano Marshall Strabala. Atualmente o prédio funciona como sede européia do Banc of America Securities e da Credit Suisse.